# Abère
Abère é uma comuna francesa na região administrativa da Nova Aquitânia, no departamento dos Pirenéus Atlânticos. Estende-se por uma área de 5,86 km². Em 2010 a comuna tinha 166 habitantes (densidade: 28,3 hab./km²).